# Мэллори, Бутс
Патриция «Бутс» Мэллори (англ. Patricia «Boots» Mallory; 22 октября 1913 — 1 декабря 1958) — американская актриса, танцовщица и модель.

## Биография
Патриция Мэллори родилась в Новом Орлеане, штат Луизиана, а выросла в Мобиле, штат Алабама. Там же окончила среднюю школу, а после устроилась билетёршей в местный театр. Там девушку заметил Флоренз Зигфелд, который и пригласил её в свою постановку «Безумства Зигфелда». В 1931 году состоялся дебют Мэллори на Бродвее.
Переехав в Голливуд Патриция устроилась на работу на студию Fox Film Corporation, где вскоре получила роль в фильме «Прогулки по Бродвею», снятого режиссёром Эрихом фон Штрогеймом по роману Дон Пауэлл. В 1932 году актриса получила роль в своём втором фильме — «Обращаться с осторожностью». В том же году Мэллори стала финалисткой рекламной кампании WAMPAS Baby Stars.
Благодаря своей внешности Мэллори позировала для таких известных фотографов 1930-х — 1940-х, как Джордж Харрелл и Рольф Армстронг. В течение последующих нескольких лет актриса снималась преимущественно в фильмах категории B, среди которых Собака-волк (1933), Леди-карнавал (1934), Большие гонки (1934). Позже работала с Джеймсом Кэнги в радиопостановке Lux Radio Theater.
Бутс Мэллори умерла 1 декабря 1958 года от хронической болезни горла в Санта-Монике, штат Калифорния, в возрасте 45 лет.